# Ernie Isley

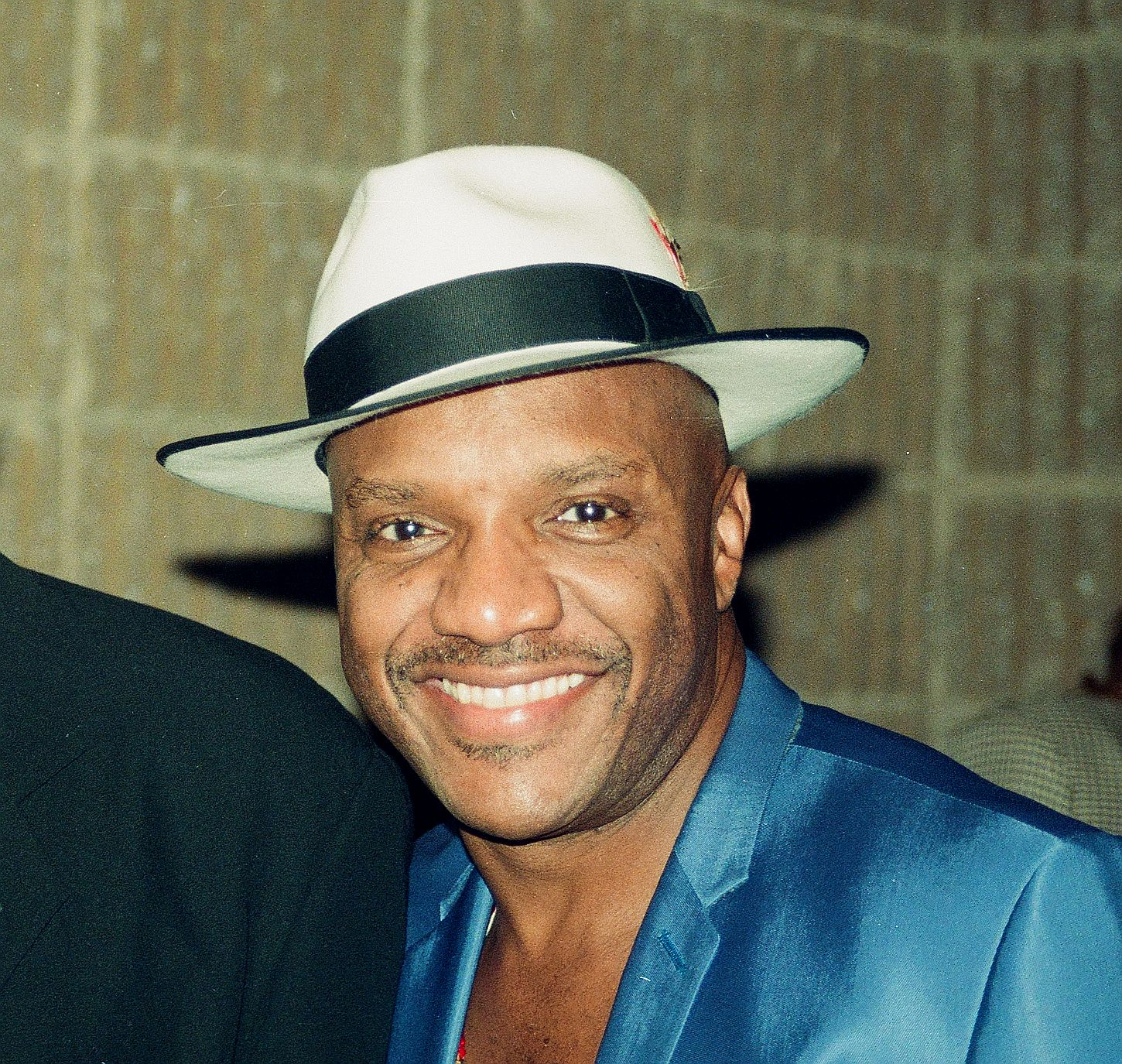
Ernie Isley

Ernie Isley, född 7 mars 1952 i Cincinnati, Ohio, är en amerikansk musiker. Han är mest känd som medlem i familjegruppen The Isley Brothers. Han blev medlem 1966 och spelade först trummor, för att i slutet av decenniet gå över till bas och gitarr. 1973 hade han definitivt gått över till gitarr. Han skrev och samskrev även flera av gruppens kändaste låtar, exempelvis "That Lady", "Fight the Power", "Harvest for the World" och "Between the Sheets". 1984 bröt han sig ur gruppen med Marvin Isley och Chris Jasper för att bilda Isley-Jasper-Isley. 1990 var han dock åter medlem i the Isley Brothers, och har fortsatt att spela på de skivor som ges ut under gruppnamnet, tillsammans med Ronald Isley. Han har gett ut ett soloalbum, High Wire 1990.